# ویلیام برین
ویلیام برین (انگلیسی: William Brain; ۲۱ ژوئیهٔ ۱۸۷۰ – ۲۰ نوامبر ۱۹۳۴) بازیکن کریکت، و بازیکن فوتبال اهل بریتانیا بود.
از باشگاه‌هایی که در آن بازی کرده‌است می‌توان به باشگاه فوتبال آکسفورد یونایتد اشاره کرد.